# Glass Onion
Glass Onion – trzeci utwór zespołu The Beatles z albumu The Beatles napisany przez Johna Lennona. Jest to pierwszy utwór na tej płycie, w którym na perkusji gra Ringo Starr. Zarówno w Back in the U.S.S.R., jak i w Dear Prudence na perkusji grał Paul McCartney.

## Twórcy
- John Lennon – wokal, gitara akustyczna
- Paul McCartney – basowa, pianino
- George Harrison – gitara elektryczna
- Ringo Starr – perkusja,
- Henry Datyner – skrzypce
- Eric Bowie – skrzypce
- Norman Lederman – skrzypce
- Ronald Thomas – skrzypce
- John Underwood – altówka
- Keith Cummings – altówka
- Eldon Fox – wiolonczela
- Reginald Kilby – wiolonczela